# Universidade Can Tho
A Universidade Can Tho (em vietnamita: Trường Đại học Cần Thơ) é uma universidade em Can Tho, no Vietname. Fundada em 1966, é uma universidade multidisciplinar e uma das mais prestigiadas no Delta do Mekong. É também um dos principais centros de pesquisas agrícolas no Vietname. Possui nove faculdades e dois institutos de pesquisa.
A instituição possui ao menos 23 000 estudantes de graduação e 2 300 estudantes de pós-graduação. Está na lista das principais instituições de ensino superior no sul do Vietnã e em todo o país.